# Římskokatolická farnost Čebín
Římskokatolická farnost Čebín je územní společenství římských katolíků v tišnovském děkanství. Území farnosti zahrnuje kromě samotného Čebína s farním kostelem svatého Jiří také sousední Sentice s kaplí svatého Jana Nepomuckého.

## Historie farnosti
První písemná zmínka o obci je z roku 1353. Jádro čebínského kostela je románské a pochází ze 13. století (východní část lodi). Gotické, pětiboce ukončené kněžiště s křížovou klenbou a s dosud zachovanými malbami bylo postaveno v první polovině 14. století. Tehdy vznikla v severním koutě mezi presbytářem a lodí také věž se sakristií v podvěží. Její dřevěné zvonicové patro bylo nahrazeno zděným zřejmě kolem roku 1694. Ještě předtím, asi v polovině 17. století byla sakristie prodloužena k východu a zaklenuta. K dalším úpravám chrámu došlo po požáru v roce 1772.

## Bohoslužby

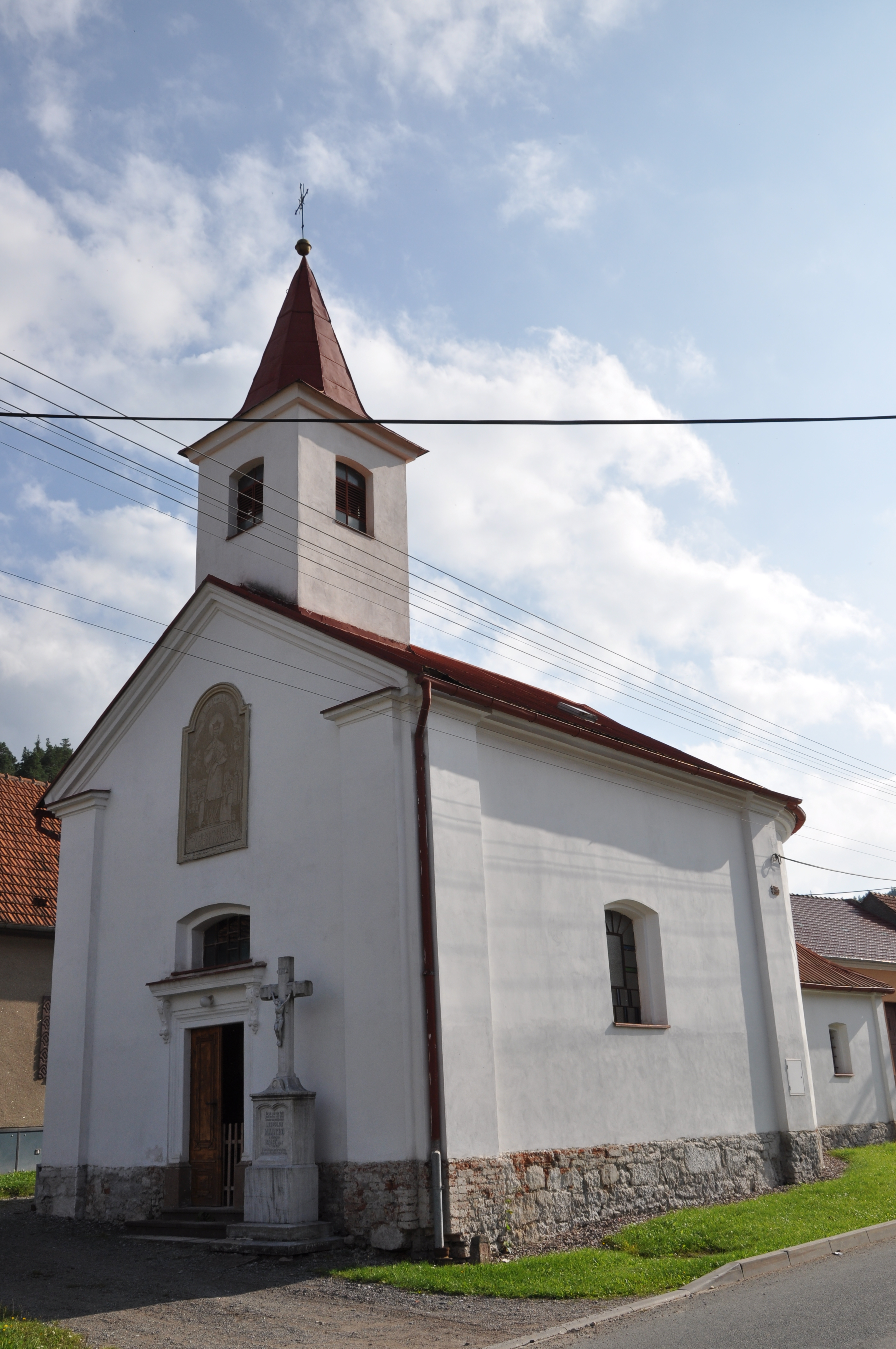
Kaple sv. Jana Nepomuckého v Senticích

| Kostel                         | Místo   | Bohoslužba (den)    | Hodina                         | Poznámka     |
| ------------------------------ | ------- | ------------------- | ------------------------------ | ------------ |
| kostel svatého Jiří            | Čebín   | neděle středa pátek | 9.30 18.00 (zima)/19.00 (léto) | farní kostel |
| kaple svatého Jana Nepomuckého | Sentice | sobota              | 18.00 (zima)/19.00 (léto)      | kaple        |

## Duchovní správci
Farářem je od 1. srpna 2010 R. D. IcLIc. Pavel Kopecký, jenž je zároveň administrátorem v sousedním Drásově. Před ním tyto funkce od prosince 2007 zastával R. D. Mgr. Jiří Buchta.

## Aktivity ve farnosti
Na území farnosti se koná Tříkrálová sbírka. V roce 2014 se při ní vybralo 40 217 korun (v Čebíně 30 882 korun, v Senticích 9 335 korun). Při sbírce v roce 2016 se vybralo v Čebíně 27 085 korun a v Senticích 13 492 korun. V roce 2017 představoval výtěžek sbírky v Čebíně 29 675 korun, v Senticích 11 141 korun.
Farnost ve vánočním období pravidelně pořádá živý betlém. Dnem vzájemných modliteb farností za bohoslovce a bohoslovců za farnosti brněnské diecéze je 24. červen. Adorační den připadá na 18. října.